# Feeding the Monkies at Ma Maison
Feeding the Monkies at Ma Maison  es un álbum de Frank Zappa, publicado póstumamente en 2011 por The Zappa Family Trust en Zappa Records. Esta es la versión oficial número 90.

## Historia
Ejecutado por Frank Zappa en su Synclavier en Utility Muffin Research Kitchen en 1986, fue pensado originalmente como lanzamiento en vinilo. Parece ser el eslabón perdido entre Jazz from Hell (1986) y Civilization, Phaze III (1994) [lanzamiento oficial número 63]. 28 segundos de la canción "Worms from Hell" aparecieron por primera vez como música de apertura para el lanzamiento en VHS de Video from Hell en 1987.

## Lista de canciones
Todas las  canciones escritas, compuestas y arregladas por Frank Zappa.

| N.º | Título                             | Duración |  |
| 1.  | «Feeding the Monkies at Ma Maison» | 20:12    |  |
| 2.  | «Buffalo Voice»                    | 11:34    |  |
| 3.  | «Secular Humanism»                 | 6:37     |  |
| 4.  | «Worms from Hell [*]»              | 5:31     |  |
| 5.  | «Samba Funk [*]»                   | 11:29    |  |

[*] bonus tracks añadidas por ZPT (Frank Zappa Trust)

## Personal
- Frank Zappa – synclavier
- Moon Zappa – voces